# Huracán Ekeka
El huracán Ekeka (Designación internacional: 9202, designación JTWC: 01-C) fue un ciclón tropical inusual en el Pacífico que alcanzó un estado de huracán mayor durante el mes de febrero. La primera tormenta de la temporada de huracanes del Pacífico de 1992, Ekeka se desarrolló el 28 de enero al sur de Hawái. Poco a poco se intensificó para alcanzar un estado de huracán mayor el 2 de febrero, aunque posteriormente comenzó a debilitarse debido a la desfavorable cizalladura vertical del viento. Cruzó la línea de fecha internacional como una tormenta tropical debilitada, y poco después se degradó al estado de depresión tropical. Ekeka continuó hacia el oeste, pasando por las Islas Marshall y más tarde por el estado de Chuuk, antes de disiparse el 9 de febrero a unas 500 millas (500 millas) de la costa norte de Papúa Nueva Guinea. La tormenta no causó daños ni muertes significativas.

## Historia meteorológica
Durante la temporada de El Niño de 1991-92, como es típico con otros eventos similares, el canal del monzón se extendió hacia el norte central del Océano Pacífico, que es el agua entre la línea de fecha internacional y 140°W. Al mismo tiempo, las temperaturas de la superficie del mar cerca del ecuador fueron anómalas y los valores de cizalladura del viento fueron bajos. A fines de enero, una gran área de convección persistió durante varios días cerca del lado norte del ecuador. El 23 de enero, varios barcos informaron chubascos y fuertes vientos del sudoeste en la región. El Centro de Huracanes del Pacífico Central (CPHC) comenzó a pronosticar el sistema el 26 de enero. mientras que se encontraba a unas 950 millas (1,530 km) al sur de Ka Lae, el punto más al sur de Hawái. La perturbación se organizó aún más a medida que avanzaba hacia el oeste, y el 28 de enero se convirtió en depresión tropical Uno-C, ubicada a una corta distancia al norte de Kiritimati y al este de Tabuaeran.
Con condiciones favorables, la depresión se intensificó rápidamente en una tormenta tropical; al hacerlo, fue nombrado Ekeka por el Centro de Huracanes del Pacífico Central, que es hawaiano para Edgar. Ekeka continuó intensificándose gradualmente mientras se movía lentamente hacia el oeste-noroeste, y alcanzó el estado de huracán el 30 de enero a unas 100 millas (160 km) al noroeste del atolón Palmyra. El 2 de febrero, el huracán alcanzó vientos máximos de 115 mph (185 km/h), lo que convirtió a Ekeka en un huracán mayor como un huracán de categoría 3 en la escala de huracanes de Saffir-Simpson. Posteriormente, comenzó a debilitarse debido al aumento de la cizalladura del viento, y al mismo tiempo su movimiento hacia delante aumentó a medida que la cresta subtropical se fortaleció al norte del huracán. Una gran depresión en los Westerlies aumentó la cizalladura del viento, lo que debilitó a Ekeka a una tormenta tropical temprano el 3 de febrero. Más tarde ese día, cruzó la Línea internacional de cambio de fecha hacia el Océano Pacífico occidental; tanto del Joint Typhoon Warning Center (JTWC) y la Agencia Meteorológica de Japón (JMA) evaluaron los vientos de la tormenta a 50 mph (85 km/h). Poco antes de eso, la JMA evaluó la presión como 985 mbar, que es la mínima presión central mínima conocida asociada con la tormenta; el Centro de Huracanes del Pacífico Central no incluyó presión en su informe de fin de año. 
La tormenta tropical Ekeka continuó debilitándose, degradándose al estado de depresión tropical para el 4 de febrero. La depresión se movió rápidamente a través de las Islas Marshall, y el 6 de febrero se volvió hacia el oeste-suroeste. El 8 de febrero, la JMA declaró que Ekeka se había disipado; sin embargo, la JTWC continuó monitoreando el sistema, con Ekeka pasando por encima de Chuuk como una depresión débil. Temprano el 9 de febrero, el JTWC declaró que Ekeka se disipó a aproximadamente 800 millas (1,300 km) al este-sureste de Palau, o aproximadamente 310 millas (500 km) frente a la costa norte de Papúa Nueva Guinea.

## Preparaciones e impacto
No se informaron muertes en asociación con Ekeka. La tormenta pasó por las Islas Marshall sin causar un impacto significativo. Cuando Ekeka golpeó la isla de Chuuk, se reportaron vientos de 20 mph (32 km/h). Mientras se encontraba en el Océano Pacífico central, Ekeka se convirtió en uno de los únicos tres ciclones tropicales registrados que se encuentran dentro de la Zona Económica Exclusiva del Atolón Palmyra; Ekeka fue el único huracán dentro del área.

## Récords
Ekeka era muy inusual por su formación en el mes de enero. Los ciclones tropicales rara vez se forman al este de la línea internacional de cambio de fecha fuera de la temporada de ciclones tropicales, que comienza el 15 de mayo en el Pacífico oriental y el 1 de junio en el Pacífico central y termina el 30 de noviembre en ambas regiones. En la base de datos oficial de huracanes del Pacífico, Ekeka fue el segundo ciclón tropical registrado en enero o febrero en el Océano Pacífico al este de la Línea internacional de cambio de fecha, después de la tormenta tropical Winona en 1989. Es el tercer ciclón más antiguo registrado en la cuenca, detrás del huracán Pali de la temporada de 2016, y el ya mencionado Winona.